# María Bianco
María Bianco (Madrid, 1957) es una actriz porno española. También ha sido directora  y productora ejecutiva.

## Trayectoria
Participó, junto con José María Ponce, su pareja entonces y durante cerca de 20 años, en la creación y el desarrollo de SADO-MASO, Chicas en Lucha (llegó a ejercer de luchadora en Londres y grabó vídeos para Festelle Vídeo ), Sólo para Adultos, Hustler, CHIC, etcétera.
Fue la primera actriz española en atreverse a participar en el cine X español. Cuando llegó la nueva generación, ayudó en sus primeros pasos a Nacho Vidal, Toni Ribas, Max Cortés, Sara Bernat, Candela, Sophie Evans, Eva Morales... Convenció a los actores porno a que se afiliasen a AISGE  para que pudiesen cobrar derechos de imagen sobre los pases en televisión de las pelis X.
Es una de las actrices más veteranas del porno en España. Recibió el premio Ninfa del FICEB del año 2000 por su dedicación y su trayectoria. Tras el rodaje de "The Fetish Garden" (Pirate, 2003) decidió abandonar definitivamente su vinculación con el cine X. Su última aparición vinculada al mundo del porno fue en el documental "La piel vendida", dirigido por Vicente Pérez y emitido en Televisión Española en 2007. .
Actualmente se dedica a la producción ejecutiva.

## Filmografía

### De actriz
- Los vicios de María
- Venganza sexual
- Perras callejeras
- Club privado
- Vivir follando
- Terapia de grupo

### De directora
- 2000 - Four Sex Rooms

### Como productora
- 1999 - Vampira 2: Abiertas hasta el amanecer, productora ejecutiva (también conocida como "Vampira 2").
- 2000 - Vivir follando, productora.
- 2000 - Españolitos de vacaciones en Cannes, productora ejecutiva.
- 2000 - Las grandes enculadas de Max, productora ejecutiva.
- 2000 - Mamadas a la española, productora ejecutiva.
- 2000 - Nacho en el festival erótico de Barcelona, productora ejecutiva.
- 2000 - Seis culos vírgenes en las garras de Max, productora ejecutiva.
- 2000 - Todo el mundo es un cornudo, productora ejecutiva.
- 2001 - Gothix, productora.
- 2003 - The Fetish Garden, productora ejecutiva.